# Àngel Millà i Navarro
Àngel Millà i Navarro   (Barcelona, 9 d'agost de 1890 - Barcelona, 16 de juliol de 1975) va ser un escriptor i editor català, més conegut per la seva producció teatral que va gaudir de molta popularitat.

## Biografia
Fill de Lluís Millà i Gàcio (1865-1946), un actor, escriptor i fundador de la Llibreria Editorial Millà, Àngel Millà va viure en una família amb gran tradició cultural i artística amb molta dedicació cap al món del llibre. Com que havia ajudat el seu avi Melcior Millà a muntar parada i coneixia el negoci del llibre, va decidir d'independitzar-se dels afers familiars i muntà la llibreria Vària el 1920. Amb tot, el seu negoci no prosperà i tornà a l'establiment del seu pare al carrer de Sant Pau.
Publicà el setmanari infantil Fatty el 1919 (del qual només es publicaren 36 números) en el qual col·laborava el dibuixant Frederic Borràs. Probablement l'obra més notable que publicà Millà fou el Diccionario Biográfico de Artistas de Cataluña que consta de tres volums i que es coneix usualment com a «Diccionari Ràfols», ja que el va dirigir l'arquitecte Josep Francesc Ràfols. Molt ben considerat en el seu àmbit professional, Millà ajudà a la formació del Gremi de Llibreters de Vell de Catalunya i, amb Josep Melgosa i Felip Alum, fundà per les Festes de la Mercè del 1952 la Fira del Llibre d'Ocasió Antic i Modern.
Com a editor d'obres teatrals, Àngel Millà va ser molt conegut a Catalunya i els recaders solien venir a llogar-li repartiments de comèdies o drames, així com a comprar-li volums de la col·lecció Catalunya Teatral que havia començat el seu pare i que ell continuava amb força empenta. I els diumenges, primer al Paral·lel i després sota la teulada del mercat de Sant Antoni, on també anava a vendre llibres. Participà en la Festa del Llibre quan fou creada l'any 1931 que seguia venent quan les diades del Llibre que amb afany de normalitat cultural se celebraren en període de Guerra Civil espanyola i ho continuava fent amb parada a la Rambla amb llibres seus en la diada del 23 d'abril. Entre els anys 1949 i 1952 edità la col·lecció per a bibliòfils: «L'Ocell de Paper» que consta de tres números: L'Art de la impremta a Catalunya, de Francesc Millà (1949); Els llibres miniatura, de Josep Gibert (1950) i Els Ex-libris i l'Ex-librisme, de Josep Mª de Riquer i Palau (2 vols.) (1952)

## Obra publicada
- 1933: Maleïda la guerra
- 1937: Alberg de nit
- 1947: Els cent consells del llibreter decent
- 1960: Barcelona d'abans
- 1961: Pi, Noguera i Castanyer